# Alem Toskić

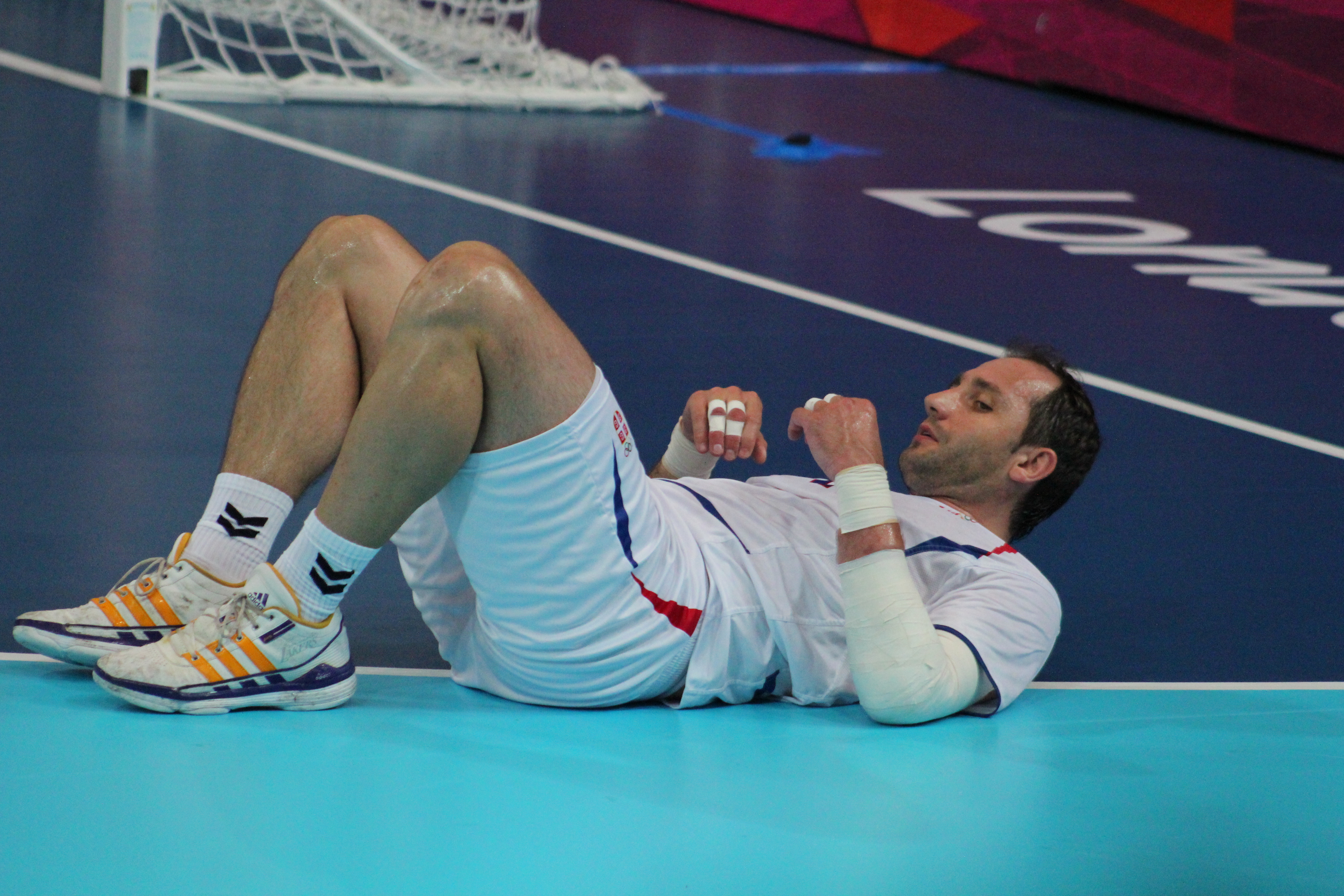
Alem Toskić (2012)

Alem Toskić (serbisch: Алем Тоскић) (* 12. Februar 1982 in Priboj) ist ein ehemaliger aus Jugoslawien stammender Handballspieler serbischer Nationalität. Mittlerweile ist er als Handballtrainer tätig.
Der 1,90 Meter große und 104 Kilogramm schwere Kreisläufer spielte anfangs bei RK Partizan Belgrad (bis 2005) und RK Zagreb (2005 bis 2007), mit dem er 2006 und 2007 kroatischer Meister und Pokalsieger wurde. Mit diesen Vereinen spielte er im EHF-Pokal (2009/2010), im Europapokal der Pokalsieger (2004/2005, 2006/2007) und in der EHF Champions League (2005/2006, 2006/2007, 2007/2008, 2008/2009, 2009/2010). Ab 2007 stand er bei RK Celje unter Vertrag und wurde 2008 und 2010 Meister sowie 2010, 2012 und 2013 Pokalsieger. Im Sommer 2013 wechselte er zu RK Vardar Skopje, mit dem er 2015 und 2016 die mazedonische Meisterschaft, 2014, 2015 und 2016 den mazedonischen Pokal sowie 2014 die SEHA-Liga gewann. Ab der Saison 2016/17 lief er für den slowenischen Verein RK Velenje auf. Zwei Jahre später schloss er sich dem ungarischen Verein Csurgói KK an. Im Oktober 2019 übernahm er das Traineramt von Csurgói. Nachdem Csurgói die Saison 2020/21 auf dem fünften Platz abgeschlossen hatte, kehrte er als Trainer zum RK Celje zurück. Im März 2024 beendete er seine Tätigkeit bei RK Celje.
Alem Toskić stand im Aufgebot der serbischen Nationalmannschaft, so für die Europameisterschaft 2010 und 2014 sowie für die Weltmeisterschaft 2011. Im Sommer 2012 nahm er an den Olympischen Spielen in London teil. Bis Januar 2014 bestritt er 147 Länderspiele, in denen er 302 Tore warf.